# Terminale économique et sociale
Pour des articles plus généraux, voir Baccalauréat économique et social et Classe de terminale française.
En France, la classe de terminale économique et sociale (ou terminale ES) est de 1996 à 2020 la troisième et dernière année du lycée, lorsque l'élève choisit le baccalauréat économique et social.

La terminale économique et sociale dans les études secondaires en France.

C'est une des trois anciennes séries de la classe de terminale générale, avec la terminale littéraire et la terminale scientifique. En 2020, les séries générales sont supprimées du fait de la réforme du baccalauréat général et technologique et réforme du lycée.

## Généralités
La classe de terminale économique et sociale est accessible après la première économique et sociale. À la fin de l’année, les élèves passent les épreuves du baccalauréat.

## Matières enseignées (2012-2020)
Avec la réforme du lycée, qui s’applique à la rentrée 2012 pour la classe de terminale, la grille horaire se présentera de la manière suivante :

### Enseignements communs aux trois séries générales
| Enseignement                   | Horaire hebdomadaire de l’élève |
| ------------------------------ | ------------------------------- |
| Langues vivantes 1 et 2        | 4 h                             |
| Éducation physique et sportive | 2 h                             |
| Enseignement moral et civique  | 30 min                          |
| Accompagnement personnalisé    | 2 h                             |
| Vie de classe                  | ≈ 20 min (10 h/an)              |

### Enseignements spécifiques à la série ES
| Enseignement | Horaire hebdomadaire de l’élève |
| --- | ------------------------------- |
| Sciences économiques et sociales                                                                                        | 5 h                             |
| Mathématiques | 4 h                             |
| Histoire-géographie | 4 h                             |
| Philosophie | 4 h                             |
| Un enseignement de spécialité au choix parmi : - Mathématiques - Sciences sociales et politiques - Économie approfondie | 1 h 30                          |

### Enseignement facultatif
Les élèves peuvent choisir l’atelier artistique de 72 heures annuelles ou une ou deux options facultatives supplémentaires parmi :
- Langue vivante 3
- Langues et cultures de l’Antiquité (latin ou grec ancien)
- Éducation physique et sportive
- Arts
- Hippologie et équitation
- Pratiques sociales et culturelles
- Pratiques professionnelles

## Matières enseignées (1996-2012)
Les grilles horaires pour l’année 2011-2012 (avant la réforme du lycée de 2012) étaient les suivantes :

### Enseignements obligatoires
Le programme est composé d’un tronc commun comportant les matières suivantes :
| Enseignement                            | Horaire hebdomadaire de l’élève |
| --------------------------------------- | ------------------------------- |
| Sciences économiques et sociales        | 5 + (1)                         |
| Histoire-géographie                     | 4                               |
| Philosophie                             | 4                               |
| Mathématiques                           | 4                               |
| Langue vivante 1                        | 2                               |
| Langue vivante 2,                       | 2                               |
| Éducation physique et sportive          | 2                               |
| Éducation civique, juridique et sociale | 30 minutes                      |

### Enseignement de spécialité
Depuis la réforme, la spécialité langue vivante n'existe plus. La spécialité de SES n'existe plus en tant que telle. Elle a été divisée en deux.
L’élève doit choisir un enseignement parmi :
| Spécialité                      | Horaire hebdomadaire |
| ------------------------------- | -------------------- |
| Mathématiques                   | 1 h 30               |
| Sciences sociales et politiques | 1 h 30               |
| Économie approfondie            | 1 h 30               |

### Option facultative
Les élèves peuvent choisir en plus une ou deux options facultatives supplémentaires parmi :
| Enseignement                   | Horaire hebdomadaire de l’élève |
| ------------------------------ | ------------------------------- |
| Latin                          | 3 h                             |
| Grec                           | 3 h                             |
| Langue vivante 3,              | 3 h                             |
| Section européenne             | 3 h                             |
| Éducation physique et sportive | 3 h                             |
| Arts                           | 3 h                             |